# 东圣若昂
东圣若昂是巴西米纳斯吉拉斯州的一个市镇。总面积120.237平方公里，总人口7988人，人口密度66.4人/平方公里。